# Горбатенко, Николай Захарович
Николай Захарович Горбатенко (1923—1981) — майор Советской Армии, участник Великой Отечественной войны, Герой Советского Союза (1945).

## Биография
Николай Горбатенко родился 12 декабря 1923 года в деревне Успенка (ныне — Татарский район Новосибирской области) в рабочей семье.
Получил неполное среднее образование.
В 1942 году Горбатенко был призван на службу в Рабоче-крестьянскую Красную Армию. В том же году он окончил Омское военное пехотное училище и был направлен на фронт Великой Отечественной войны. К июлю 1944 года старший лейтенант Николай Горбатенко командовал взводом 1234-го стрелкового полка 370-й стрелковой дивизии 69-й армии 1-го Белорусского фронта. Отличился во время освобождения Польши.
31 июля 1944 года Горбатенко на подручных средствах одним из первых переправился через Вислу в районе города Пулавы и принял активное участие в отражении четырёх вражеских контратак. Когда из строя выбыл командир роты, Горбатенко заменил его собой и продолжил выполнять боевую задачу.
Указом Президиума Верховного Совета СССР от 24 марта 1945 года старший лейтенант Николай Горбатенко был удостоен высокого звания Героя Советского Союза с вручением ордена Ленина и медали «Золотая Звезда».
После окончания войны Горбатенко продолжил службу в Советской Армии. В 1947 году окончил курсы усовершенствования офицерского состава. В 1956 году в звании майора был уволен в запас. Проживал в Алма-Ате. Умер 21 октября 1981 года.

## Награды
- Медаль «Золотая Звезда» Героя Советского Союза;
- орден Ленина;
- орден Александра Невского;
- орден Отечественной войны 1-й степени;
- орден Отечественной войны 2-й степени;
- два ордена Красной Звезды;
- медали.